# Bloomberg Tower
731 Lexington Avenue – wieżowiec w dzielnicy Midtown Manhattan w Nowym Jorku, w USA. Budynek ma 286,8 metrów wysokości całkowitej, 245,7 m do dachu i 240,4 m do najwyższego piętra, posiada 54 kondygnacje. Potocznie nazywany jest Bloomberg Tower ze względu na główną siedzibę firmy Bloomberg. Obecnie jest razem z MetLife Building na trzydziestym dziewiątym miejscu wśród najwyższych wieżowców w mieście. Został zaprojektowany przez firmę Cesar Pelli & Associates.